# Otroški možgani (Giorgio de Chirico)
Otroški možgani (italijansko Il cervello del bambino) je slika olje na platnu italijanskega umetnika Giorgia de Chirica. Dokončana je bila leta 1914 v Italiji in je primer metafizičnega umetniškega sloga. Slika meri 80 × 65 centimetrov in je zdaj shranjena v Moderna Museet v Stockholmu. Predmet Otroških možganov je gol mladenič, gledan od pasu navzgor, ki stoji zadaj za mizo z zaprtimi očmi.

## Opis
Slika prikazuje golega mladeniča z mešanico moških in ženskih potez (ženstvenost je še posebej izrazita v odsotnosti telesnih dlak ali izrazitih mišičevja, dolgih trepalnicah in fino urejenih obrveh), ki stoji za mizo, ki nam zakriva pogled na njega pod pasom. Na mizi je rumena knjiga z rdečim zaznamkom, ki je bil interpretiran kot alegorična predstavitev spolnega odnosa med moškim in žensko. Moško desno roko skriva grški steber, ki to sliko povezuje z umetnostjo starih Grkov, kar je pogosta tema de Chiricovih del. Človek sam je verjetno mlajša različica figure Dioniza, ki se pojavlja v kasnejših de Chiricovih delih, kot je Fantom.
Skupna razlaga slike je, da figura predstavlja de Chiricovega očeta, s knjigo na mizi, ki predstavlja ljubljenje umetnikovih staršev, ki mu je bil morda na neki točki priča mladi umetnik.
V Otroških možganih ima upodobljen moški medenični predel pokrit s knjigo. To si lahko razlagamo tako, da se človek sooča s terorjem kastracije, ki ga najdemo v psihološkem delu Sigmunda Freuda. De Chirico je bil v sozvočju s Freudovim študijem, kar je odražalo fascinacijo nad psihoseksualnimi stopnjami, zlasti falično stopnjo. V tem času se pri moškem otroku razvije obsedenost s svojimi genitalijami, kar vodi do spoznanja razlike med spoloma in strahu pred kastracijo.